# Glorieta (Valencia)
Los jardines de la Glorieta, conocidos simplemente como la Glorieta, son unos jardines de la ciudad de Valencia (España), situados en el barrio de la Xerea, en el distrito de Ciutat Vella. Está delimitada por las calles del General Tovar, del General Palanca, por la plaza de la Puerta del Mar en el este y por el sur linda con la plaza de Alfonso el Magnánimo y el palacio de Justicia.

## Historia

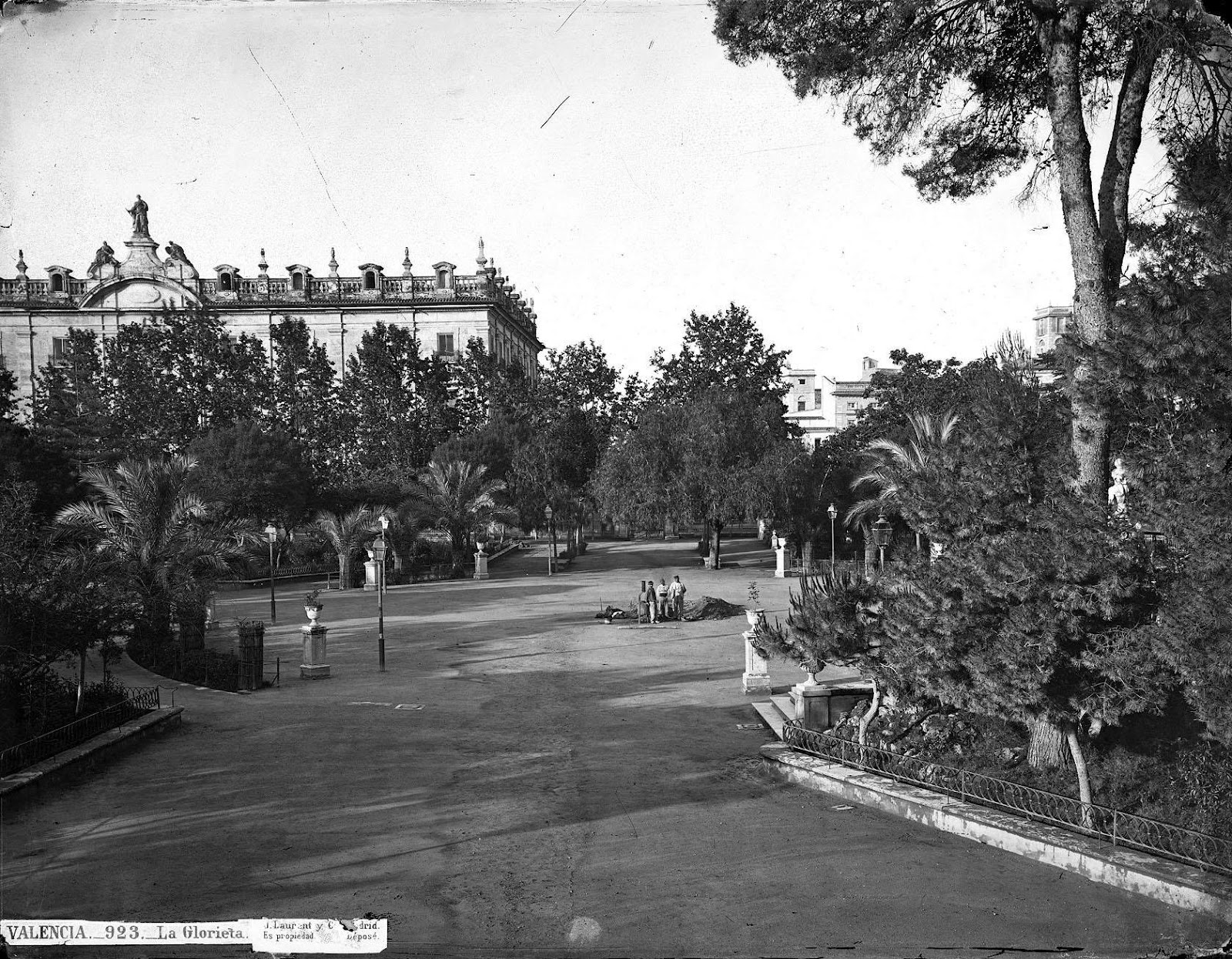
Aspecto de la Glorieta en el año 1870

El nacimiento de los Jardines de la Glorieta se produce bajo el gobierno del general francés Louis Gabriel Suchet, durante el período en que este estuvo al mando de la ciudad durante la Guerra del Francés. Este adquirió en 1812 los terrenos existentes entre el convento de Santo Domingo y la Aduana de Valencia (actual palacio de Justicia) y, en este espacio, comenzó la plantación de árboles y especies botánicas en las que era muy aficionado.
Con la retirada de los franceses de la ciudad de Valencia en 1813, el testigo del parque lo recogió el general Javier de Elío, capitán general de Valencia, que encarga al arquitecto Manuel Serrano Insa el trazado del nuevo jardín en 1817.
El general Elio, al principio, quiso colocar una estatua del rey Fernando VII, pero al final y con el dinero recaudado con esta finalidad se compraron varias especies botánicas: naranjos, sauces, fresnos, etc., así como varias esculturas procedentes del antiguo huerto del canónigo Antonio Pontons García (situado en Patraix), muchas de las cuales han ido a embellecer otros jardines de la ciudad.
Las primeras líneas para la plantación de la alameda se trazaron el 17 de febrero de 1817 por el arquitecto de la fortificación de esta plaza, Manuel Serrano Insa. Durante dos años más, continuaron las obras: se hicieron caminos bordeados de setos formando cuadros, en el interior de los cuales se sembraron varios arbustos. Para rematar estos cuadros, se construyeron bancos de piedra con respaldo de hierro (años más tarde, estos bancos pasarán al Parterre). También se colocaron pedestales de madera con macetas de flores y se compraron varias estatuas para distribuirlas por el paseo. Con estas actuaciones, el paseo se le considera jardín a partir del año 1819.

### Primera modificación

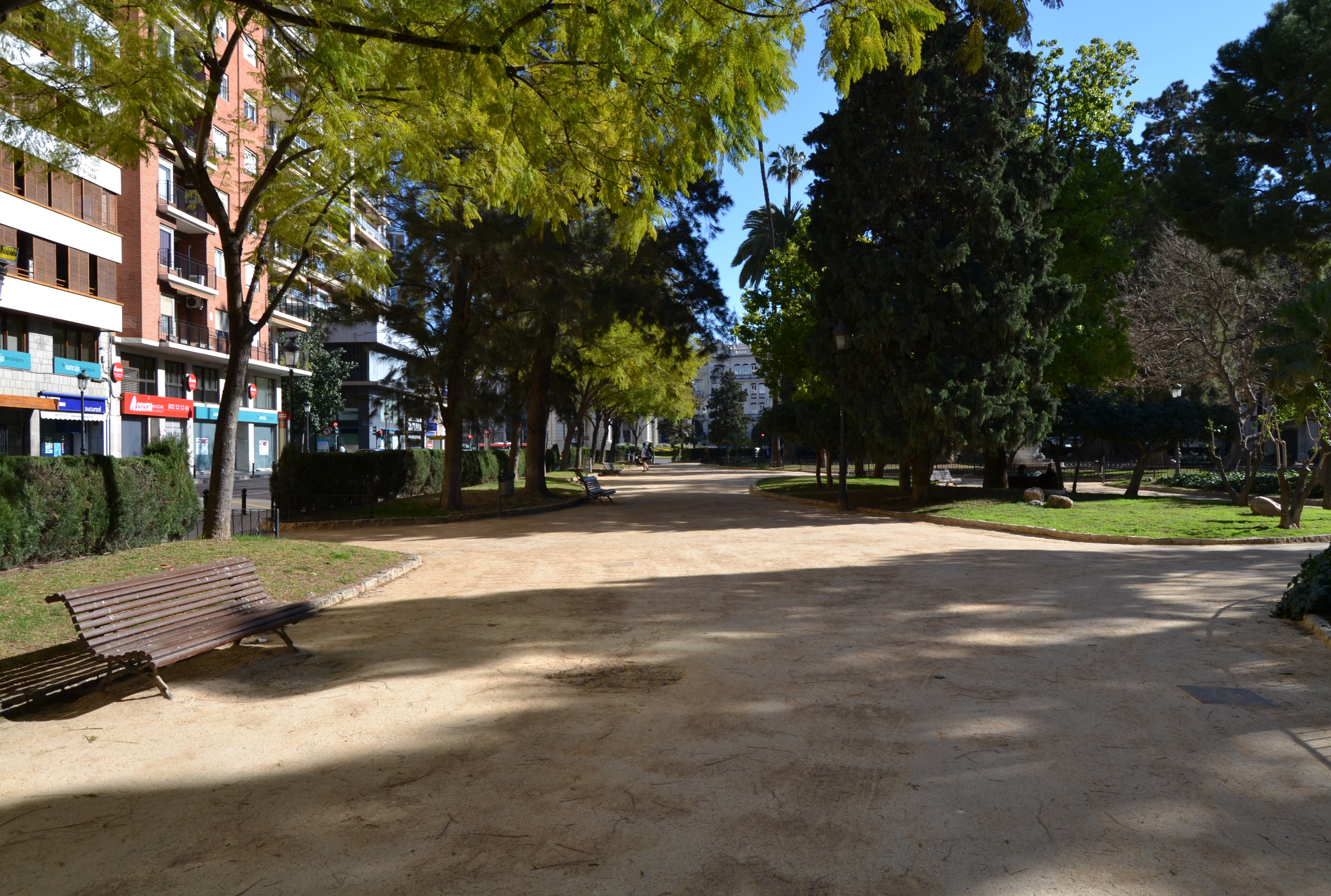
Paseo

La Glorieta permaneció sin cambios hasta el 1826, cuando se reanudaron las obras, y era capitán general O'Donnell. En realidad, estas no acabaron hasta el 1844, ya que durante casi veinte años se realizaron diferentes mejoras y cambios.
En esta primera transformación, se sustituyen los cañizos de la cerca por un cierre más sólido formado por balaustres de madera sustentados por pilares de piedra, sobre los que se colocaron unos jarrones, y quedó así una superficie cerrada de 150 metros por la parte más larga (desde la plaza de Tetuán a la del Príncipe Alfonso, y 120 metros de ancho (desde la salida de la calle del Mar hasta la puerta del mismo nombre). También en 1826, se construye un pabellón para la música, y un año después se perfeccionó el embellecimiento del paseo con motivo de la visita a la ciudad de Fernando VII.
En este periodo, la Glorieta se presenta como un espacio con un cierre rígido con seis puertas: una que se abre en la calle del Mar, y opuesta a ésta la que desemboca en la muralla; dos más que se abran hacia la plaza de Santo Domingo y hacia la plaza del Príncipe Alfonso (lugar que ocupa actualmente el Parterre) respectivamente, y dos más, la una frente a la valla del convento de Santo Domingo y el otra ante el palacio de la Aduana.
La entrada principal de esta época era la situada frente a la calle del Mar, construida bajo la dirección del arquitecto Cristóbal Sales y rematada por dos leones de piedra que sujetaban con sus garras sendas esferas y llevaban al lomo amorcillos con emblemas, esculturas que realizó Vicente Piquer. De esta época, es también la construcción de un pabellón de música construido en madera.

### Segunda modificación

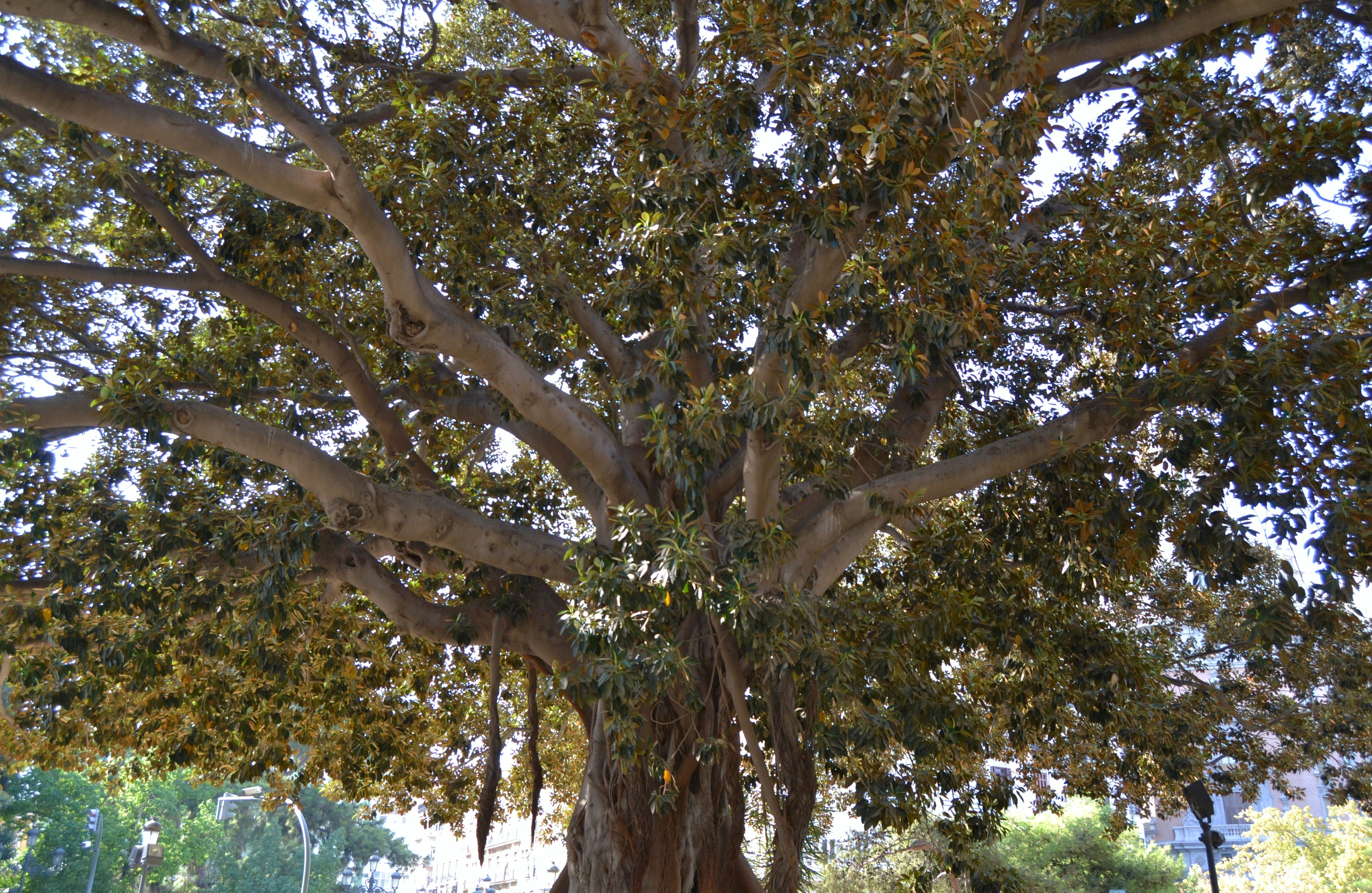
Ficus

A partir del año 1844, se inicia una transformación profunda del jardín, se cambia la estructura, se ensanchan las aceras y se coloca alumbrado por gas. También se construye un café, se plantan nuevas especies de árboles y hay noticias de la existencia de un invernadero junto al pabellón de música, junto a la tapia que separaba el paseo del Parque de Artillería. En este momento, el jardín comienza a tomar un carácter más abierto, de lugar de reunión, donde además de pasear tienen lugar diversos actos públicos de carácter social y cultural.
El principal cambio fue el ensanchamiento del paseo central, suprimiendo la rotonda pequeña, terminando éste en el gran óvalo central del jardín que daba a la calle de la Mar. Otro camino transversal cruzaba desde el Parterre hasta el lado opuesto, prácticamente igual que el trazado anterior. El pequeño bosque triangular también permaneció sin cambios.
El primer farol de gas que se encendió en Valencia fue precisamente en la Glorieta, concretamente el 9 de octubre de 1844. El alcalde era el marqués de Campo, que introdujo en la ciudad numerosos avances. El gas procedía de la fábrica de gas situada junto a la Aduana, desde donde pasaba en la Glorieta. Así pues, el paseo de la Glorieta fue el primer lugar iluminado con gas de la ciudad, con la colocación de varios faroles repartidos simétricamente por la rotonda y aceras laterales.
El ensanchamiento de las aceras provocó que la estatua del Tritón fuera desmontada y guardada en un almacén municipal. No se volvió a colocar hasta el 1860. En el año 1846, se inauguró un café para darle el paseo un aire más cosmopolita, ya que se hace a imitación de los que existían en Londres y París. Se situó en el primer cuadro a la derecha entrando por la puerta de la Mar.
En 1852, se plantan los grandes ficus que en la actualidad se encuentran frente al palacio de Justicia; destacan por su monumentalidad y sus grandes raíces. También se plantan pinos canarios, palmeras y ficus de hoja ancha, entre otras especies botánicas.
A partir de esta fecha, se fueron plantando nuevas especies. Se conoce el año exacto de plantación de muchas de estas, algunas de las cuales aún sobreviven: raigones de Canadá, catalpas y esteresiteas (1846), el castaño de Indias (1849), plátanos orientales y tilos (1850) , las palmeras alrededor de la rotonda (1853), las magnolias (1854), nueva plantación de palmeras (1856).

### Tercera modificación

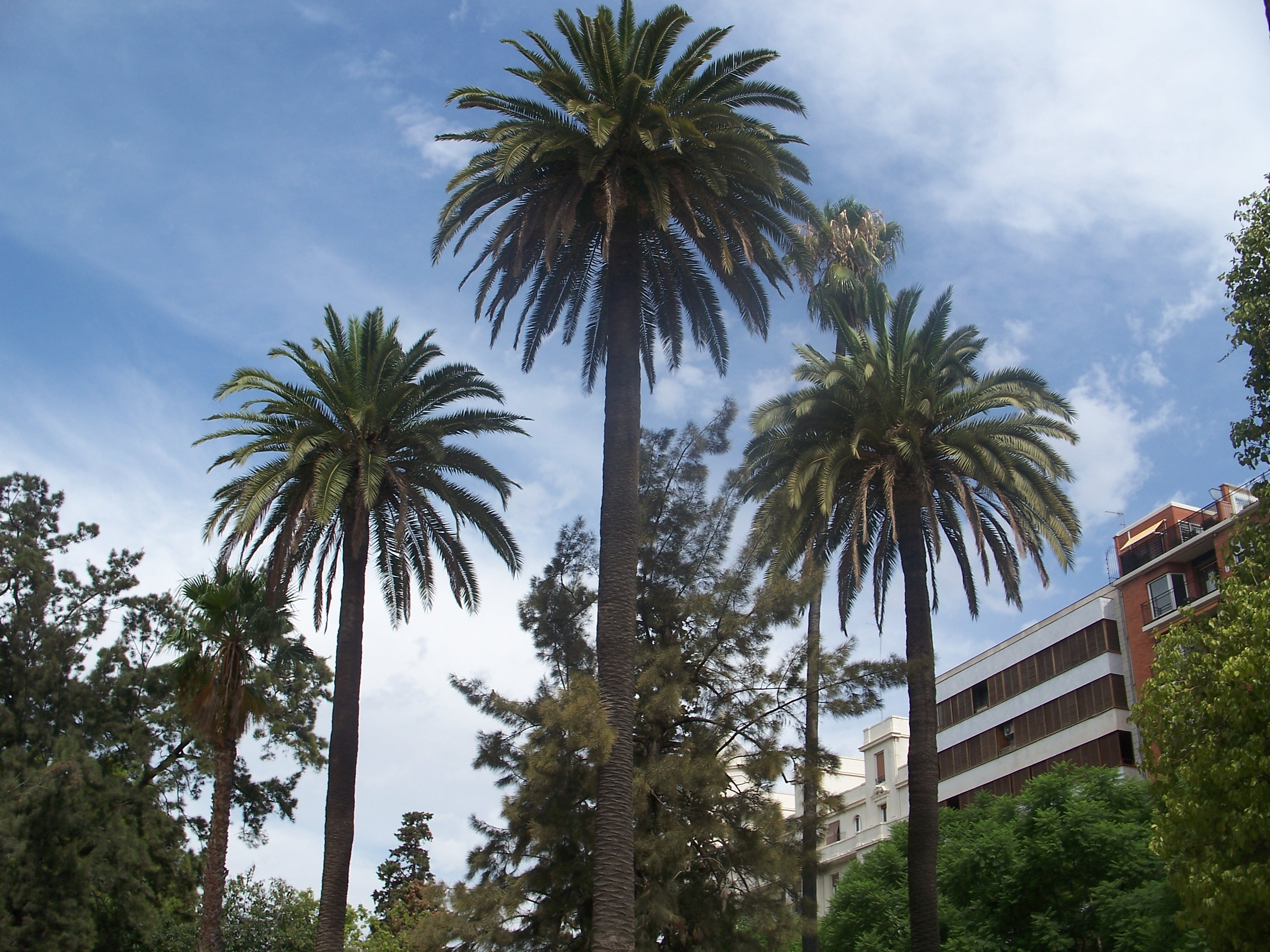
Palmeras de los jardines

El año 1859, se sustituyó la valla de madera por una de hierro. Este nuevo enrejado tenía varias puertas, una de monumental que enfrentaba con la plaza de Tetuán, otra hacia la Ciudadela, otra que daba acceso al Llano del Remedio, dos perpendiculares a la fábrica de tabacos (actual palacio de Justicia) y otra frente a la calle del Mar. Esta última tenía dos leones que sostenían el globo y el libro de la Constitución, con las inscripciones Constitución 1837 y Ayuntamiento 1840. Un año después, la escultura del Tritón volvió a la Glorieta, donde se colocó en una fuente existente en la actualidad, adosada al bosque. Realizada en mármol negro según un proyecto del arquitecto Antonio Sancho y el alumno de la Academia Antonio Cortina.
Al mismo tiempo que se cambió el enrejado, se tuvo que renovar el arbolado del paseo y dar anchura en sus calles. Desapareció el mirto y los cipreses recortados que hacían de setos y se eliminaron los naranjos y otros árboles frutales. Estas especies se sustituyeron por magnolias, plátanos, sauces, acacias y palmeras, nísperos de Japón, rosales marroquíes y varios arbustos. En 1862, se plantaron eucaliptos, que ya no existían en 1905.
Con esta reforma, se cambió totalmente la forma de la Glorieta, tanto con respecto a elementos estáticos como en la vegetación. La reforma fue criticada, al considerar que el jardín dejaba de ser un jardín valenciano, con plantas autóctonas, para pasar a ser un lugar con plantas más corpulentas, pero menos familiares para los valencianos.

### Último cuarto delsigloXIX

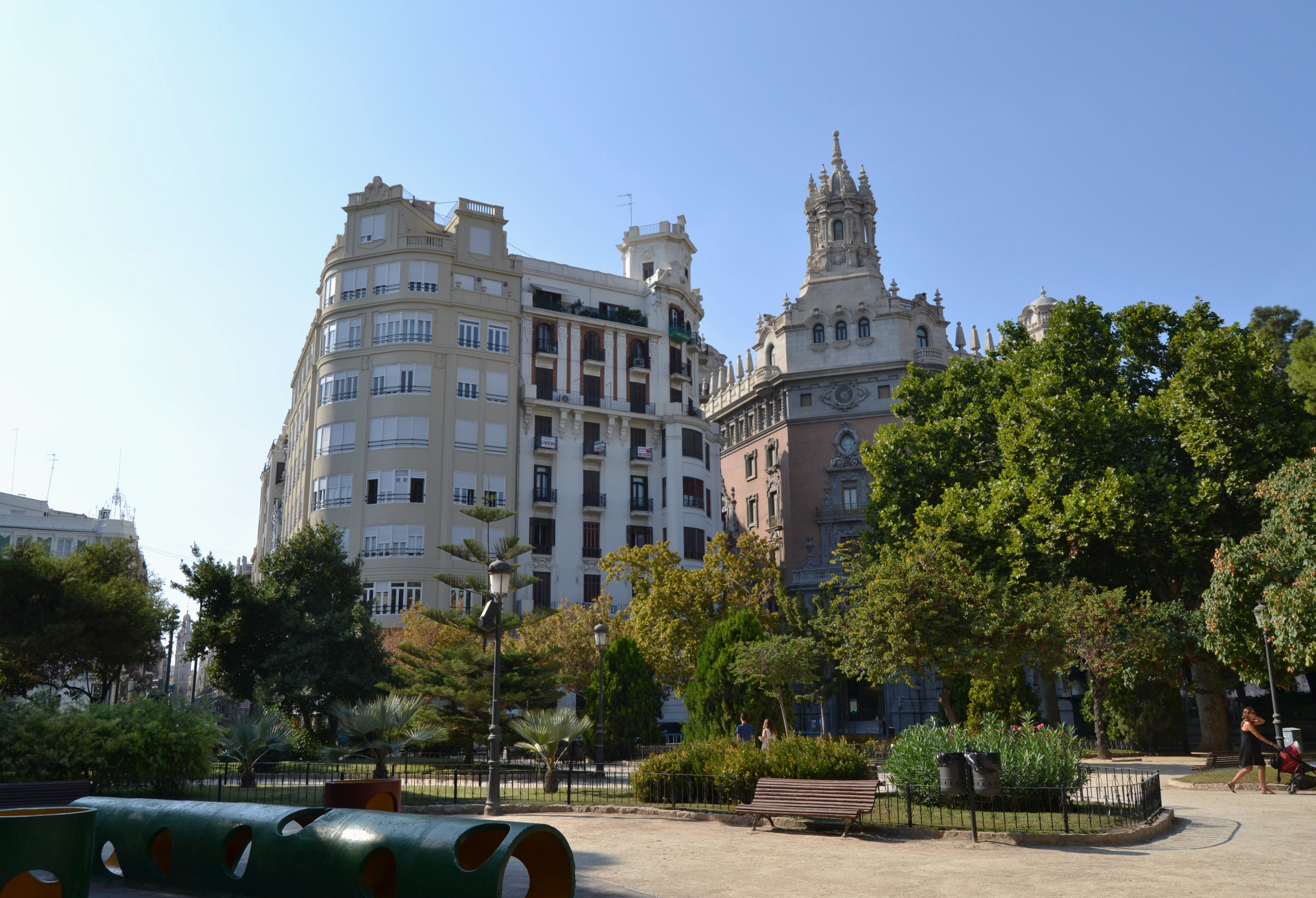
La Glorieta y edificios colindantes

En 1883, se realizó en el paseo de la Glorieta una exposición de plantas, animales, maquinaria y productos agrarios. En la plaza central se colocó el pabellón que se utilizaba en la Alameda durante la Feria de Julio y a su alrededor, en círculo, veinte pabellones destinados a la exposición de vinos, aceites y otros productos agrícolas. También se exhibían colecciones de plantas y ramos de flores. Había exposiciones de animales de corral, domésticos o de aplicación agrícola; en el andén paralela a la fábrica de tabacos, había ocho caballerizas. También había instalaciones para grandes y abonos, herramientas, aparatos agrícolas, útiles de jardinería y todo lo relacionado con el mundo del campo. Este fue un acontecimiento importante; durante la noche, estaba iluminada con luz eléctrica, ya que se puede considerar como el antecedente de las ferias agrícolas actuales.
Otro evento significativo para la Glorieta fue la visita de la reina María Cristina y Alfonso XIII en junio de 1888, tanto a nivel de la vida social de la ciudad como en las transformaciones realizadas para la ocasión en el jardín. En la rotonda central, se montó una tienda de campaña de 30 metros de altura, con telas blancas y azules sujetadas por cordones de oro con grandes borlas. Había un aviario y un estanque circular con peces, rodeado de plantas, una tribuna para la orquesta y todas las palmeras de la plaza central estaban iluminadas con las luces enroscadas a los troncos.
En 1895, el arquitecto Antonio Ferrer González construye una Casa de Socorro en el interior del parque, entre el café y la reja recayendo en capitanía, ubicada en el mismo solar donde antes había unos almacenes.

### Cuarta modificación

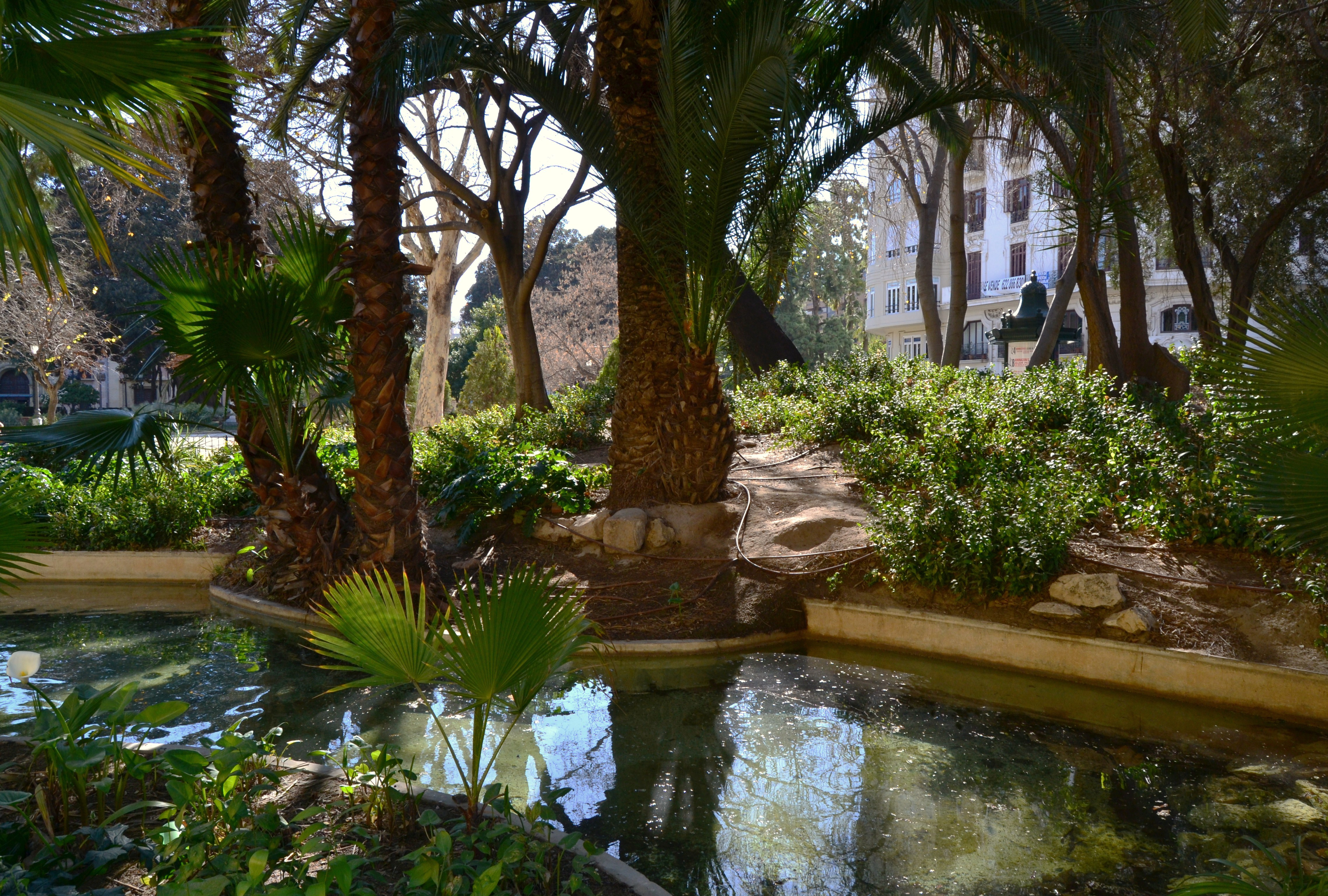
Estanque

En 1900, se instaló un café restaurante dentro del jardín, en la parte izquierda del andén central, entre la rotonda y la casa del guarda. También se colocó un quiosco de prensa.
El mismo año, se pidió permiso para la ubicación de un teatro al aire libre, y se inauguró el 17 de junio del año siguiente con El barbero de Sevilla. La construcción del teatro no fue popular, hasta el punto de que se llegó a instruir expediente para su derribo. Este teatro se incendió el 24 de septiembre de 1905, y ocasionó graves desperfectos a varios árboles, y no se reconstruyó.
El mismo año, se produjo una importante reforma en la Glorieta. En este momento, se tenía una impresión general que se debería realizar una mejora, y que venía pedida por las necesidades de la población y los avances en jardinería, más en la línea del paisajismo inglés. Así pues, la Comisión de Paseos del Ayuntamiento acordó llevar a cabo la reforma, y comienzan las obras el 6 de marzo de 1901.
Esta reforma se hizo bajo un trazado inglés; se construyeron macizos de plantas y flores con una disposición irregular, con la tierra procedente de los derribos efectuados para la apertura de la calle de la Paz (entonces llamada Peris y Valero). Se suprimieron los bancos de piedra; se consiguió una mayor superficie y se instalaron andenes plazas con macizos, pero con plantaciones de nuevas especies (césped, bambú, magnolias, gardenias, nardos, begonias, claveles, rosales y diferentes arbustos). Los bancos eliminados se utilizaron en otros lugares, como en el bancos del pretil del río a la altura de la Alameda hacia el puente del Mar. Los respaldos de hierro que había en los bancos de la Glorieta pasaron a cumplir la misma función en el banco que rodea el Parterre. Se cambió la iluminación, redistribuyendo a las farolas existentes y se colocaron potentes focos eléctricos de arco voltaico por todo el parque. Finalmente, se construyó una gruta para albergar la escultura de Neptuno, estatua que llegó a formar parte del jardín de la Glorieta en 1901, procedente de la Alameda, donde se colocó cuando se compró del huerto de Pontons. Al mismo tiempo, desaparecieron las esculturas que representaban las cuatro estaciones, y se trasladaron a los viveros que el Ayuntamiento tenía en el camino de Monteolivete y que actualmente se conservan en los jardines del Real. Esta reforma cambió el aspecto del jardín, pero no mucho su estructura, ya que la plaza y la distribución de los paseos restó igual.
Con la apertura de la calle de la Paz, se abrió una nueva puerta de tres huecos, y se convirtió en la puerta de más importancia después de la principal.

### Quinta modificación
En 1925, se dividió la Glorieta en dos partes por una avenida que continúa casi en línea recta desde la calle de la Paz hasta la plaza de la puerta del Mar. Esta decisión se tomó por imperativos de la circulación de los vehículos provenientes de la calle de la Paz, que encontraban un obstáculo en la cerca de la Glorieta, y la solución inmediata fue eliminarla y dividir el jardín en dos partes. Esta solución acabó con lo que de lugar tranquilo pudiera tener aún, para convertirla en una plaza ajardinada, aunque subsistían especies arbóreas notables de lo que fue la antigua Glorieta, la montañita con la fuente del Tritón y la gruta de Neptuno.
La reja eliminada se guardó en los almacenes municipales, hasta 1932, cuando empezó a montarse como cierre de los jardines del Real, y se desmontaron todas las estructuras que aún quedaban en pie, además de arrancar varios árboles, algunos de muy viejos. De esta época, viene la configuración definitiva que hoy encontramos.
La riada de 1957 afectó gravemente la ciudad; también la Glorieta y el Parterre. Se sabe que, a la altura de la Alameda, el agua alcanzó los 2,75 metros, y se produjeron unos 15 millones de pesetas de pérdidas en los jardines de Valencia. Esto hizo necesaria la reconstrucción del jardín, con la eliminación de la calle que la cortaba y recuperando la jardinería paisajista con un aspecto similar al actual.

## Descripción

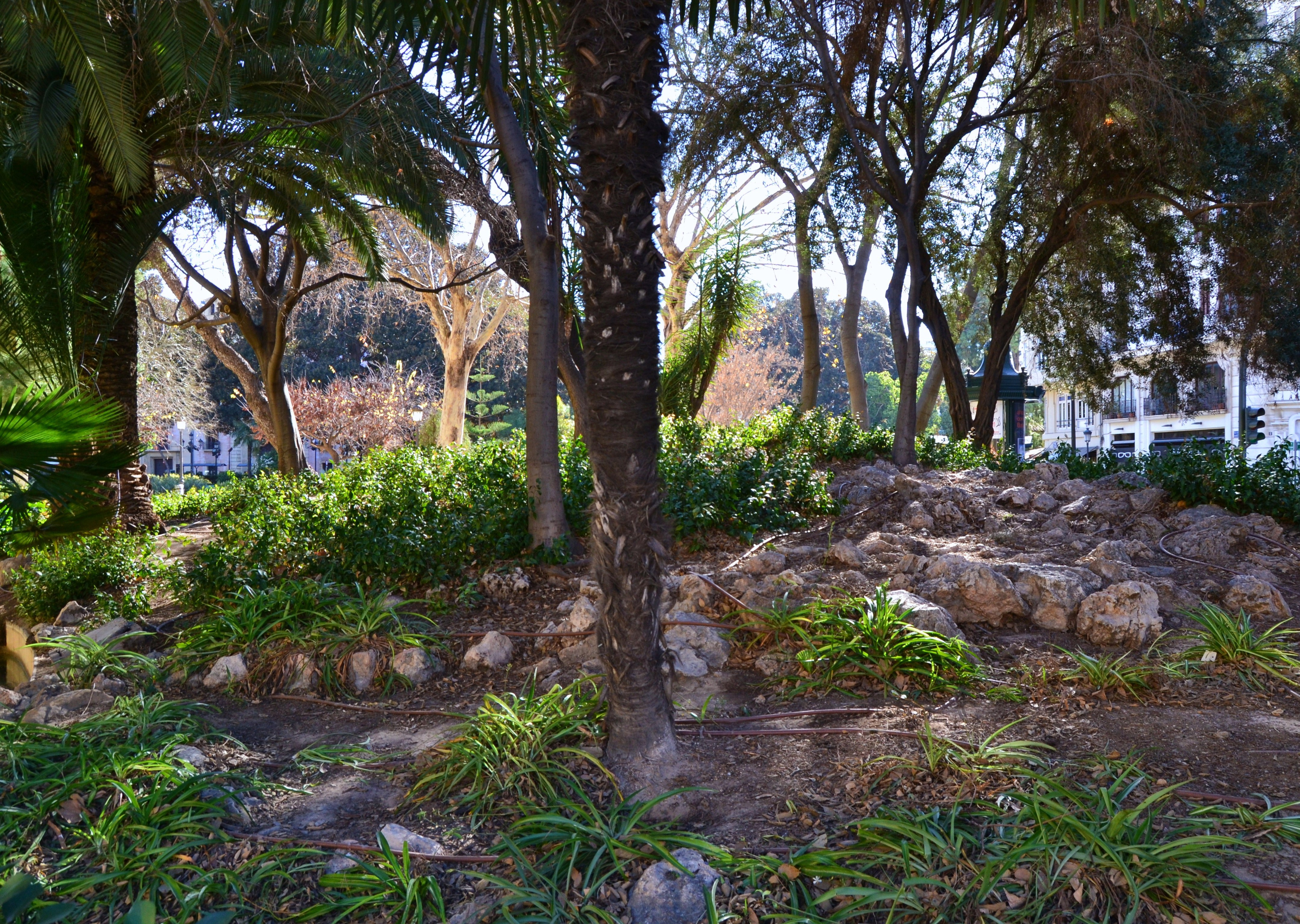
La montañita

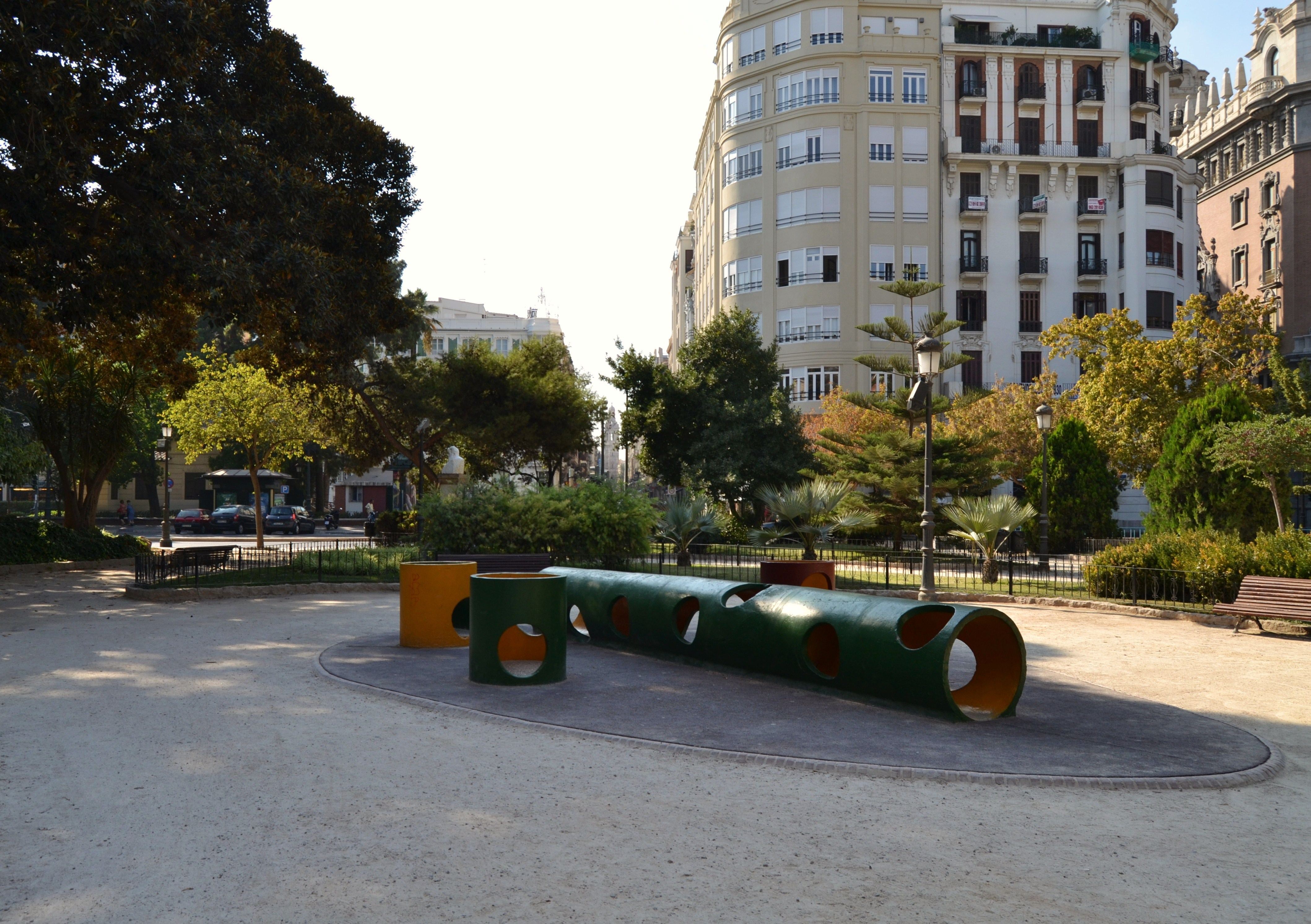
El parque infantil

El cierre del jardín está formado por elementos puramente vegetales, si exceptuamos el banco de piedra que recorre un pequeño tramo de su perímetro. La estructura interior está condicionada actualmente por los tres pasos de peatones que unen el jardín con el exterior y que constituyen los tres puntos principales de acceso.
Las únicas zonas de circulación o de paso son las que atraviesan el jardín perimetralmente, desde la plaza de la puerta del Mar en la de Tetuán, y el paseo central, atravesando entre la zona de juegos infantiles. Los otros caminos del jardín hacen recorridos sinuosos marcados por el contorno de las isletas existentes a nivel del suelo, con un trazado caprichoso. Los puntos de mayor interés que encontramos en la Glorieta son, en primer lugar, la gran masa formada por los Ficus macrophylla; en segundo lugar, la montañita con la encina y la fuente del Tritón a sus pies, y el conjunto de palmáceas de la parte central que destacan del conjunto por su altura.
El perímetro del jardín está recorrido por un seto de ciprés recortado a 70 cm de altura y dejando libre las zonas de entrada. La parte que recae a la calle de la Paz no tiene esa zarza; por tanto, el jardín queda abierto desde la fuente del Tritón hasta la esquina que enfrenta con el Parterre, y está cerrado por el resto de los lados, si exceptuamos los puntos de entrada. Entrando por esta parte libre, se encuentra a la izquierda la fuente del Tritón, con la estatua de Ponsonelli. En la espalda de la fuente, se alza la pequeña montañita con una vetusta encina, considerado el mejor ejemplar de Quercus ilex que se puede encontrar en la ciudad. El resto de la vegetación de la montañita está compuesta por dos pinos canarios y varios Populus de gran envergadura. Contiguo al montículo, hay también un pequeño estanque rodeado por moreras de papel (Broussonetia papyrifera) y algunas plantas acuáticas, como calas y Cyperus. Completan la vegetación de esta zona algunas yucas y arbustos como Buxus y Ligustrum.
Frente a la fuente, está la nota de color más destacada del jardín, un parterre rectangular con bandas de césped y flores alternadas; es la única reminiscencia de los trazados geométricos que tuvo la Glorieta. El resto de las plantas están situadas en manzanas de formas redondeadas y cubiertas de césped, con un diseño informal y azaroso.
Lo más llamativo de todo el jardín es la masa de color verde oscuro formada por los Ficus macrophylla, que con sus inmensos troncos y la magnitud de su copa llenen completamente toda la longitud del jardín que limita con el palacio de Justicia. El ficus central, el mayor de los tres, tiene un diámetro de copa de 40 metros, y además se enlaza con el siguiente, formando un continuo de vegetación.
La parte central es la más amplia y desprovista de vegetación, está destinada a juegos infantiles. Contiguo a esta zona de juegos, encontramos el grupo de palmáceas formado por tres Phoenix canariensis y dos Washington. Estos árboles están acompañados por otros como casuarinas, Cupressus, Pinus, eucalipto y Brachychiton.

### Esculturas

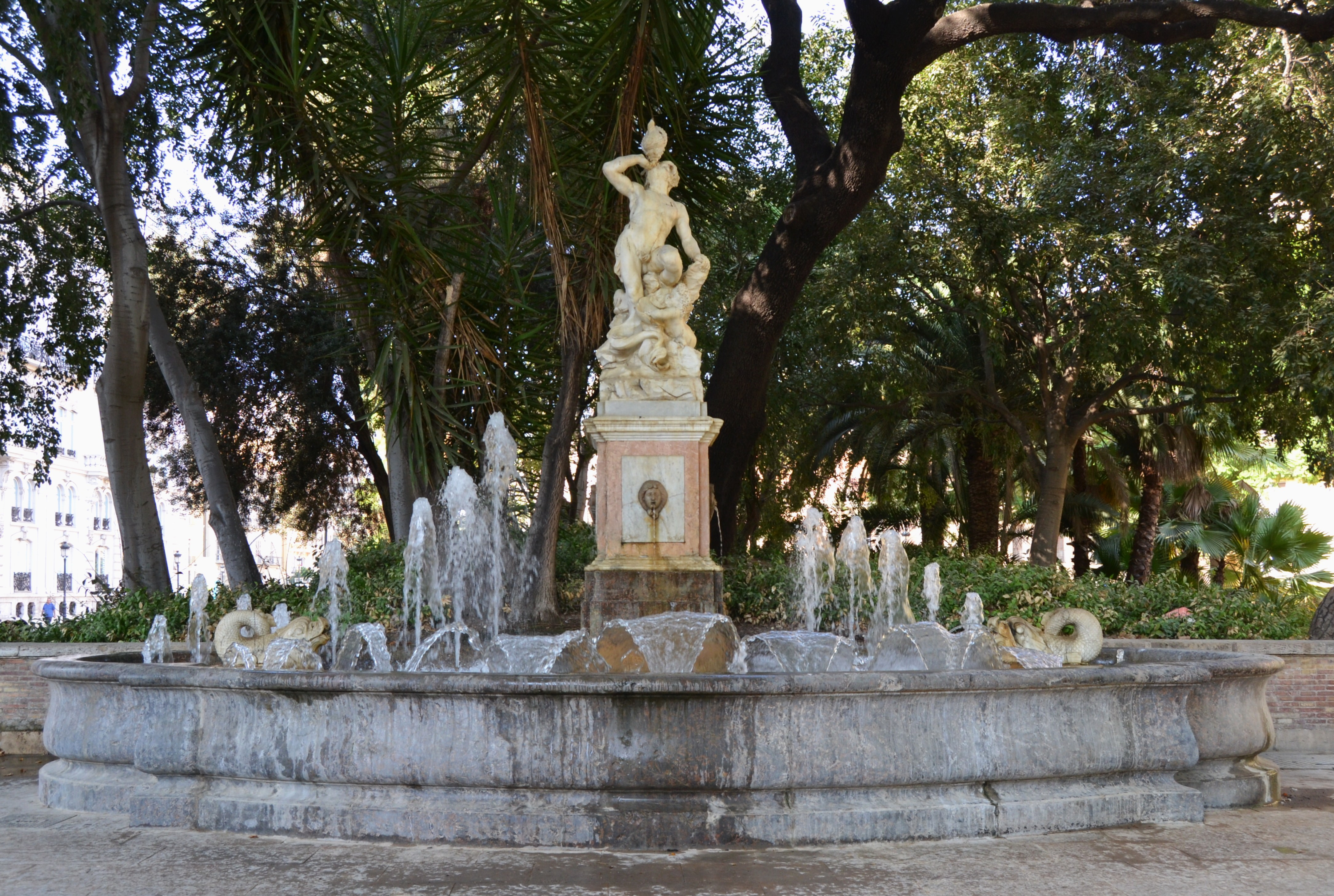
Fuente del Tritón

La escultura más importante del jardín es el Tritón, obra inspirada en una similar de Bernini. Esta escultura realizada en el siglo XVIII fue una de las obras que se llevaron para la decoración de la Glorieta desde el huerto del canónigo y mecenas de las artes Antonio Pontons. De todas estas esculturas procedentes del huerto de Pontons, es la única que sigue en la Glorieta, las otras han cambiado de ubicación, las llamadas cuatro estaciones (en realidad, representaciones de Diana, Venus, Apolo y Plutón) se encuentran en los jardines del Real y el Neptuno el Parterre.
La escultura se instaló en una fuente de mármol negro, proyectada por Antonio Sancho. Sobre el pedestal, tres mascarones de los que brotan ininterrumpidamente agua y dos delfines surtidores que parecen emerger de las aguas. El conjunto se enmarca en una pequeña montaña con un minúsculo bosque. La fuente tiene como personaje central el Tritón, escultura realizada en mármol blanco y que se levanta sobre rocallas, acompañado por otros seres de la mitología griega. Lleva una gran caracola por donde sopla y por el que sale un chorro de agua. La figura es obra de Giacomo Antonio Ponsonelli. Fue llevada a la Glorieta en 1833 para ser retirada en 1844 y vuelta a colocar en su lugar actual en 1860.
Las otras esculturas que se encuentran en la actualidad en la Glorieta son de la década 1918-1928, dedicadas principalmente a pintores. Destaca el monumento al Dr. Ramón Gómez Ferrer, dedicado por las madres valencianas. Su autor fue Francisco Paredes García (1881-1945), profesor de la Escuela de Bellas Artes de Valencia, 1920. El monumento, de mármol blanco y bronce, muestra al médico sentado en un banco con dos niños a sus pies.
Las otras esculturas están dedicadas a diversos pintores: Antonio Muñoz Degrain, formada por un busto en mármol sobre un pedestal que forma un banco de piedra, sufragado por el Círculo de Bellas Artes en su mayor parte y colocado aquí en 1915; es obra del escultor valenciano Francisco Marco Díaz-Pintado. La escultura de Francisco Domingo Marqués inauguró a iniciativa de la Juventud Artística Valenciana en 1918, busto en mármol blanco realizado por Mariano Benlliure en 1885. El monumento a Joaquín Agrasot Juan fue levantado en 1919 a iniciativa de Joaquín Sorolla entre otros y por suscripción popular, entre ellos el Ayuntamiento de Orihuela, lugar de nacimiento del pintor. El busto es del escultor Francisco Marco Díaz-Pintado.

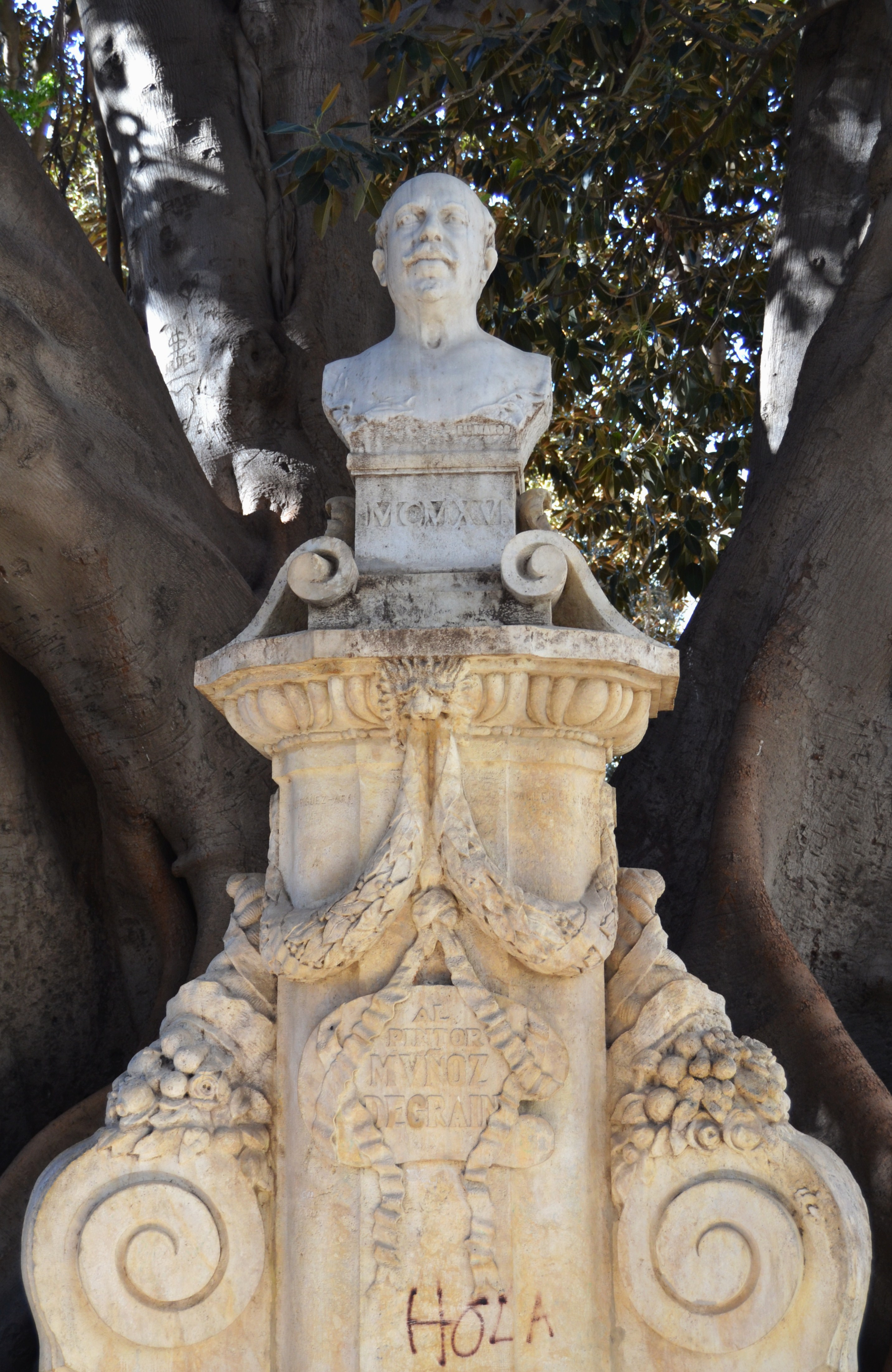
Monumento a Antonio Muñoz Degrain
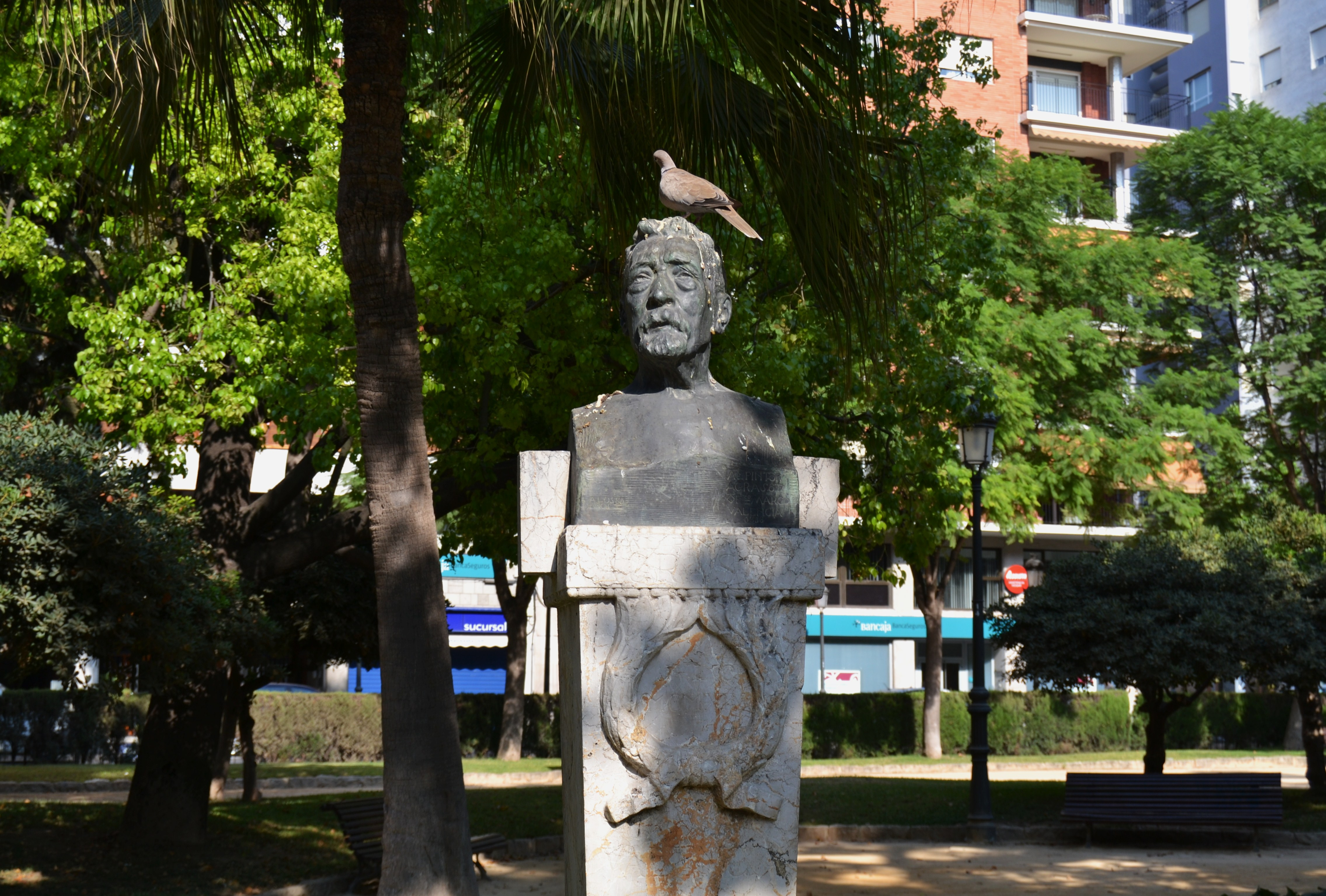
Monumento a Joaquín Agrasot
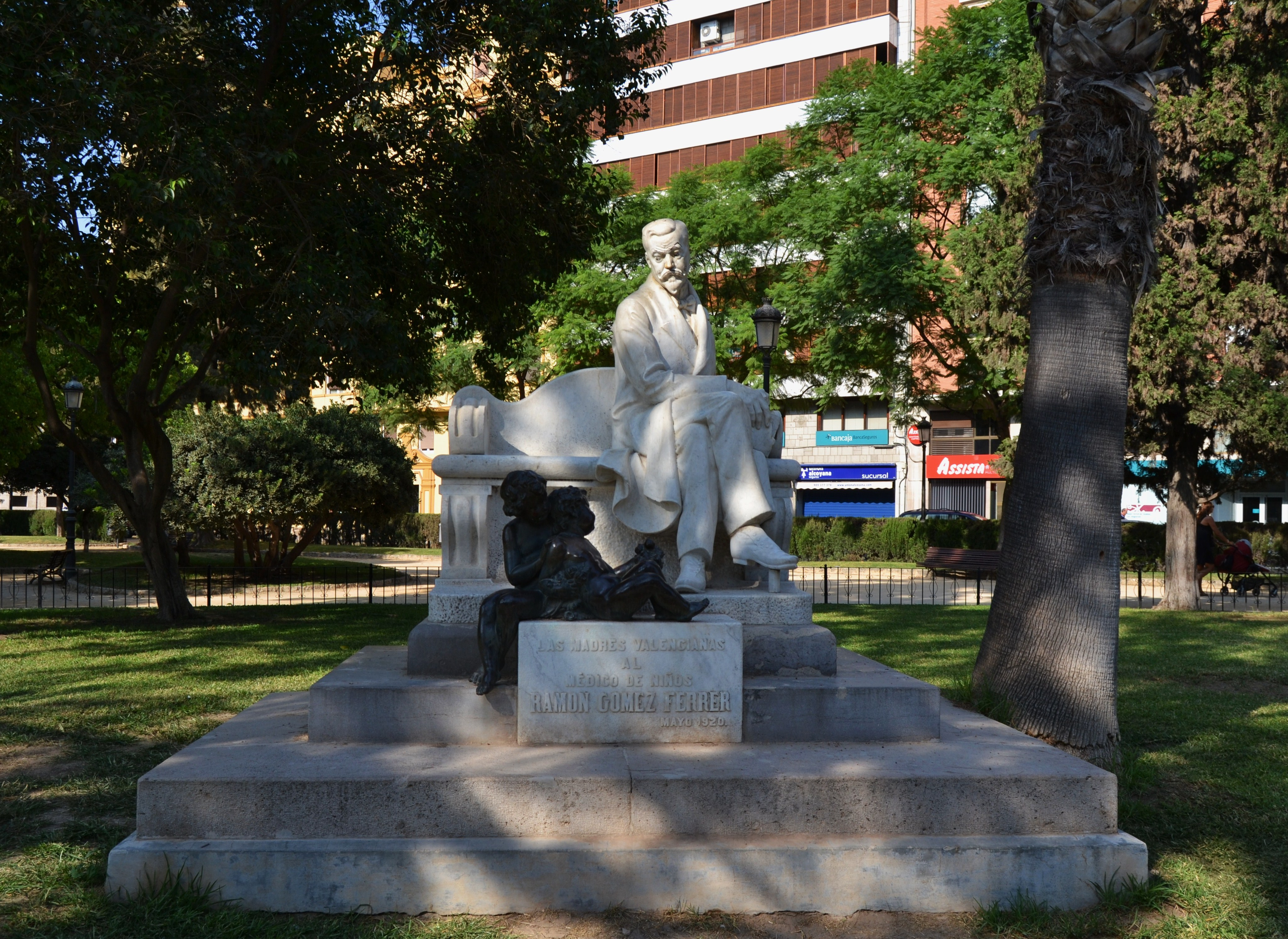
Monumento a Ramón Gómez Ferrer
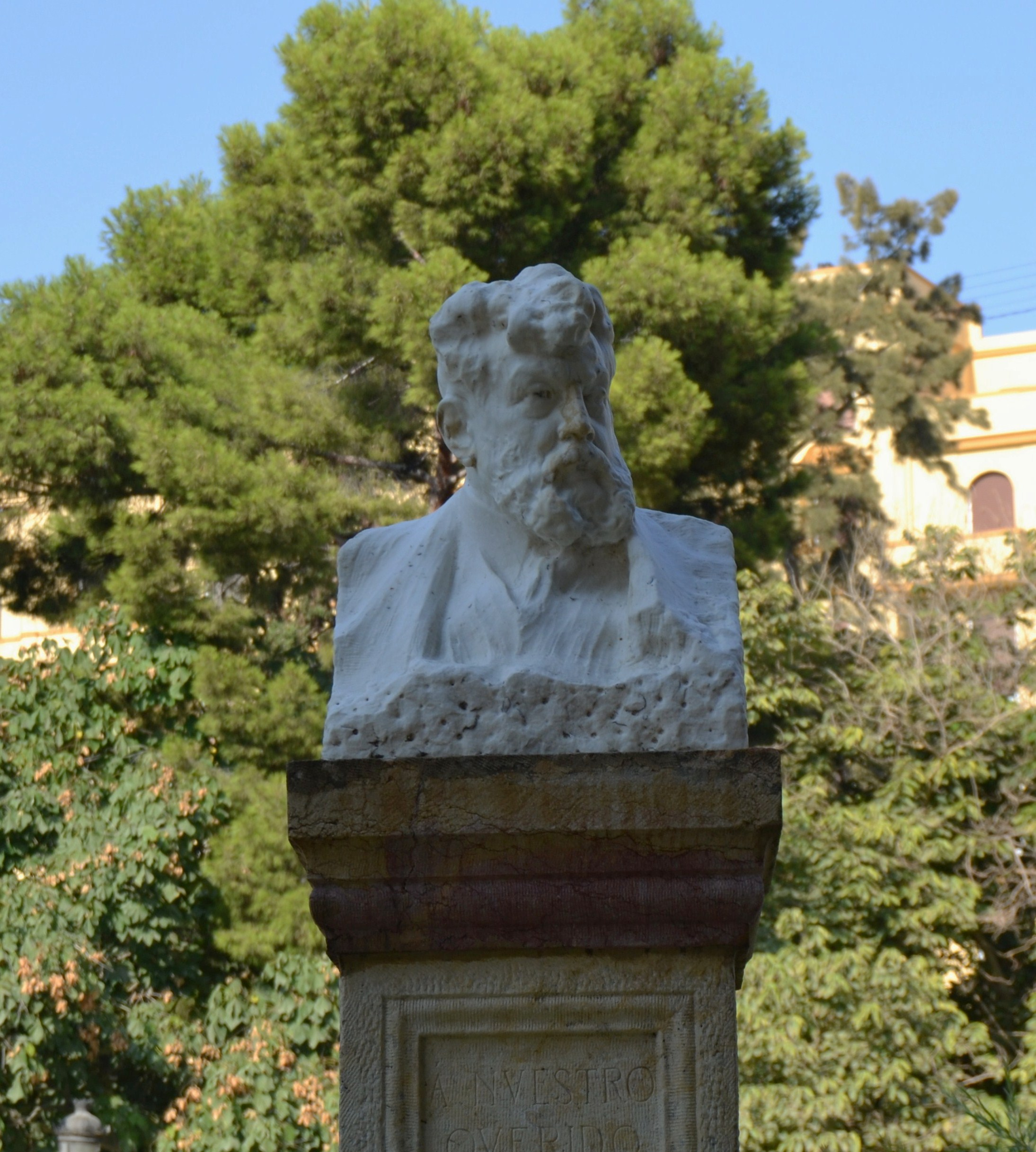
Monumento a Francisco Domingo Marqués